# Hérisson (Fluss)
Der Hérisson ist ein Fluss in Frankreich, der im Département Jura in der Region Bourgogne-Franche-Comté verläuft. Er entspringt im Gemeindegebiet von La Chaux-du-Dombief knapp innerhalb des Regionalen Naturparks Haut-Jura, entwässert generell Richtung West bis Nordwest und bewältigt in seinem Oberlauf in sechs Kaskaden eine Fallhöhe von 280 m. Er durchquert die Seen Lac du Val und Lac du Chambly und mündet nach insgesamt rund 21 Kilometern an der Gemeindegrenze von Doucier und Châtillon als linker Nebenfluss in den Ain.

## Orte am Fluss
- Menétrux-en-Joux
- Doucier

## Sehenswürdigkeiten
- Cascades du Hérisson